# She Got Me
«She Got Me» (с англ. — «Она заставила меня») — сингл швейцарского певца Луки Хенни. Данную песню он представил на конкурсе «Евровидение-2019» в Тель-Авиве.

## Евровидение
Лука Хенни был выбран швейцарским телевещателем путём внутреннего голосования. 28 января 2019 года была проведена специальная жеребьевка, которая поместила каждую страну в один из двух полуфиналов, а также в какой половине шоу они будут выступать. Швейцария была включена во второй полуфинал, который состоится 16 мая 2019 года, и должна была выступить в первой половине шоу. Швейцария выступила под номером «4», и прошел в финал, который состоялся 18 мая 2019 года. Лука занял 4-е место с 364 очками, и тем самым он стал первым от Швейцарии, кто оказался в первой пятерке финалистов впервые с 1993 года.

## Композиция
| №  | Название                    | Длительность |
| -- | --------------------------- | ------------ |
| 1. | «She Got Me»                | 3:01         |
| 2. | «She Got Me» (instrumental) | 3:02         |

## Чарты
| Чарт (2019)                                 | Высшая позиция |
| ------------------------------------------- | -------------- |
| Австрия (Ö3 Austria Top 40)                 | 26             |
| Бельгия/Фландрия (Ultratip Bubbling Under)  | 20             |
| Эстония (Eesti Tipp-40)                     | 5              |
| Euro Digital Songs (Billboard)              | 6              |
| Финляндия Digital Song Sales (Billboard)    | 3              |
| Германия (GfK)                              | 62             |
| Греция International Digital Singles (IFPI) | 10             |
| Исландия (Tonlist)                          | 3              |
| Ирландия (IRMA)                             | 77             |
| Литва (AGATA)                               | 4              |
| Нидерланды (Single Top 100)                 | 47             |
| Норвегия (VG-lista)                         | 38             |
| Польша (Polish Airplay Top 100)             | 42             |
| Шотландия (OCC Scotland)                    | 45             |
| Испания (PROMUSICAE)                        | 65             |
| Швеция (Sverigetopplistan)                  | 35             |
| Швейцария (Schweizer Hitparade)             | 1              |
| Швейцария (Media Control Romandy)           | 1              |
| Великобритания (OCC UK Singles Downloads)   | 32             |

## История релиза
| Регион   | Дата         | Формат           | Лейбл           | Ref.  |
| -------- | ------------ | ---------------- | --------------- | ----- |
| Весь мир | 8 марта 2019 | Digital download | Muve Recordings | [ 3 ] |